# بوصير مسنن الأوراق
البوصير مسنن الأوراق (باللاتينية: Verbascum dentifolium) نوع نباتي يتبع جنس البوصير من الفصيلة الغدبية.

## الموئل والانتشار
موطنه المغرب العربي وإسبانيا.

## مرادفات للاسم العلمي
- (باللاتينية: Verbascum granatense Boiss.)